# U2AF1
U2AF1 (англ. Splicing factor U2AF 35 kDa subunit) – білок, який кодується однойменним геном, розташованим у людей на короткому плечі 21-ї хромосоми. Довжина поліпептидного ланцюга білка становить 240 амінокислот, а молекулярна маса — 27 872.
| 10         |  | 20         |  | 30         |  | 40         |  | 50         |
| ---------- |  | ---------- |  | ---------- |  | ---------- |  | ---------- |
| MAEYLASIFG |  | TEKDKVNCSF |  | YFKIGACRHG |  | DRCSRLHNKP |  | TFSQTIALLN |
| IYRNPQNSSQ |  | SADGLRCAVS |  | DVEMQEHYDE |  | FFEEVFTEME |  | EKYGEVEEMN |
| VCDNLGDHLV |  | GNVYVKFRRE |  | EDAEKAVIDL |  | NNRWFNGQPI |  | HAELSPVTDF |
| REACCRQYEM |  | GECTRGGFCN |  | FMHLKPISRE |  | LRRELYGRRR |  | KKHRSRSRSR |
| ERRSRSRDRG |  | RGGGGGGGGG |  | GGGRERDRRR |  | SRDRERSGRF |  |            |

A: Аланін

C: Цистеїн

D: Аспарагінова кислота

E: Глутамінова кислота

F: Фенілаланін

G: Гліцин

H: Гістидин

I: Ізолейцин

K: Лізин

L: Лейцин

M: Метіонін

N: Аспарагін

P: Пролін

Q: Глутамін

R: Аргінін

S: Серин

T: Треонін

V: Валін

W: Триптофан

Кодований геном білок за функцією належить до фосфопротеїнів. 
Задіяний у таких біологічних процесах, як процесинг мРНК, сплайсинг мРНК, ацетилювання, альтернативний сплайсинг. 
Білок має сайт для зв'язування з іонами металів, іоном цинку, РНК. 
Локалізований у ядрі.